# والتر ماسبرگ
والتر ماسبرگ(به انگلیسی: Walt Mossberg) روزنامه‌نگار و ستون‌نویس اصلی تکنولوژی وال استریت ژورنال است.
او اهل وارویک، رود آیلند است.